# Castellanos (Santa María del Monte de Cea)
Castellanos es una villa española, perteneciente al municipio de Santa María del Monte de Cea, en la provincia de León y la comarca de Tierra de Sahagún, en la Comunidad Autónoma de Castilla y León.
Situado al norte del Canal de los Payuelos, y a la margen izquierda del Arroyo del Parazuelo o Arroyo de Valdelaguna, afluente del Río Cea.
Los terrenos de Castellanos limitan con los de Santa María del Monte de Cea al norte, Banecidas al noreste, Villamol y Codornillos al sureste, Calzadilla de los Hermanillos al suroeste, Villamuñío al oeste y Villacintor al noroeste.

## Descripción
Es una típica aldea española, dedicada económicamente a actividades primarias como la agricultura, casi exclusivamente dedicada a cereales como el trigo, la cebada, el centeno, aunque hay otros cultivos en sus inmediaciones como garbanzos, guisantes, maíz, patata y por supuesto los múltiples huertos privados los cuales producen variadas hortalizas;la ganadería, centrada en el sector bovino, ovino y porcino, este último a menor escala. Alrededor de la localidad se encuentran algunos espacios dedicados al cultivo forestal, principalmente de chopos.
Las tierras no urbanizadas que colindan la población son principalmente tierras de cultivo, pero también hay un espacio de bosque de robles, llamado la "Cota", que es usado como tierra comunal por los habitantes de Castellanos para extraer madera a través de su tala controlada y respetando los tiempos de regeneración de los árboles. Es un espacio único para poder pasearse y observar un bosque caduco de robles prácticamente inalterado exceptuando los caminos que lo cruzan.
Más alejado del pueblo pero sin desmerecer la visita, siguiendo la carretera que lleva hasta la cercana localidad de Sahagún, se sitúa la fuente o manantial natural de la "Colodra", una pequeña salida natural de agua fresca y mineral rodeado por una masa de chopos que hacen de ella un espacio ideal para hacer pícnic en verano y probar su deliciosa agua.
El pueblo dispone también de dos negocios relacionados con el sector terciario, una casa rural situada en el mismo sitio donde un hidalgo fijó su residencia siglos atrás; y el bar del pueblo, rodeado de fantásticos y modernos jardines donde los locales y los visitantes que vienen a pasar unos días al pueblo en temporada navideña, estival o en Semana Santa se reúnen para tomar refrescos o para asistir a los numerosos y agradables eventos que se dan en fiestas.

## Eventos destacados
En la segunda semana de agosto tiene lugar el torneo de la villa, que va ya por su sexta edición y se ha convertido en uno de los torneos más conocidos de la zona.